# Switzerland Heritage
Albums de Herman Düne
They Go To The Woods
(2001) The Whys And The Hows of Herman Düne & Cerberus Shoal
(2002)
Switzerland Heritage est un album du groupe Herman Düne, paru en novembre 2001 chez Prohibited Records. Il a été enregistré à Genève.
En 2006, le titre Little Architect a été utilisé dans une campagne de publicité pour Orange en France.

## Liste des morceaux
1. Two Crows
2. Hd Rider
3. The Speed Of A Star
4. Blinded
5. Black Cross
6. Little Architect
7. Martin Donovan In Trust
8. Going To Everglades
9. Not Knowing
10. Pukka
11. With A Tankful Of Gas
12. Coffee & Fries
13. After Y2k
14. Expect The Unexpected